# Fergus von Anka
Fergus "Scotty" von Anka (orig. Fergus McDuck) Seriefigur (1830-1902). Far till Joakim von Anka och mindre förekommande figur i Kalle Anka-serierna.

## Karaktärshistoria
Han nämndes redan i början av 1950-talet i Carl Barks enkelt uppskissade släktträd, då som Old "Scotty" McDuck. Då Barks träd enbart var till för personligt bruk, och Scotty aldrig kom att nämnas - än mindre figurera - i någon serie, dröjde det ända till 1992 innan han på allvar kan sägas ha blivit en verklig del av Kalle Anka-seriernas värld. Då var han för första gången med i en serie, Den siste av klanen von Anka av Don Rosa. Precis som Barks lät Rosa Scotty vara Joakims far, och i den svenska översättningen av trädet kom han att heta Fergus "Scotty" von Anka.
Sedan dess har Fergus dykt upp i flera serier av Rosa.
Enligt serietecknaren William van Horn, har Fergus haft ett förhållande med en annan kvinna och fick då sonen Slöfus McFjäs.

## Levnadsteckning

### Den vedertagna versionen
I Don Rosas serier får vi veta att Fergus är gift med Dunhilde O'Rapp och far till Joakim von Anka, Hortensia von Anka och Matilda von Anka. Han bodde ursprungligen i en sliten lägenhet i Glasgow och flyttade sedan  till Dystringe dal i Skottland. Numera avliden och ligger begravd på kyrkogården vid von Anka-borgen